# B' Katīgoria 1960-1961
La B' Katīgoria 1960-1961 fu la 7ª edizione della B' Katīgoria; vide la vittoria finale dell'EN.A.O..

## Stagione

### Novità
Rispetto alla stagione precedente Alkī Larnaca (promossa) e AYMA Nicosia (ripescata) furono ammesse in A' Katīgoria, non rimpiazzate da squadre retrocesse; si registrarono le nuove iscrizioni di Anagennīsī Larnaca, Ethnikos Asteras Limassol e AEK Famagosta, portando i partecipanti da otto a nove.

### Formula
Le squadre partecipanti erano divisi in due gruppi, su base geografica. In ogni girone le squadre si incontravano in turni di andata e ritorno; erano assegnati due punti per la vittoria, uno per il pareggio e zero per la sconfitta. I due vincitori dei due gironi effettuavano un turno di play-off con gare di andata e ritorno; il vincitore non veniva comunque ammesso alla A' Katīgoria.

## Girone 1
Squadre rappresentanti città appartenenti ai distretti di Laranca, Pafo e Limassol. Non è nota la classifica finale né le partite disputate, ma solo le squadre partecipanti e la vincitrice.

### Squadre partecipanti
| Club                      | Città    | Stadio             |
| ------------------------- | -------- | ------------------ |
| Amathus Limassol          | Limassol | Stadio GSO         |
| Anagennīsī Larnaca        | Larnaca  | Vecchio Stadio GSZ |
| APOP Paphou               | Pafo     | Stadio GSK         |
| Ethnikos Asteras Limassol | Limassol | Stadio GSO         |
| Panellinios Limassol      | Limassol | Stadio GSO         |

Vincitore: Panellinios Limassol

## Girone 2
Squadre rappresentanti città appartenenti ai distretti di Nicosia, Famagosta e Kyrenia. Non è nota la classifica finale né le partite disputate, ma solo le squadre partecipanti e la vincitrice.

### Squadre partecipanti
| Club               | Città     | Stadio             |
| ------------------ | --------- | ------------------ |
| AEK Famagosta      | Famagosta | Stadio GSE         |
| EN.A.O.            | Nicosia   | Vecchio Stadio GSP |
| Othellos Famagosta | Famagosta | Stadio GSE         |
| PAEEK Kerynias     | Kyrenia   | GS Praxandros      |

- Vincitore: EN.A.O.

## Spareggio promozione
| Squadra 1            | Totale | Squadra 2 | Andata | Ritorno |
| -------------------- | ------ | --------- | ------ | ------- |
| Panellinios Limassol | 7 - 9  | EN.A.O.   | 5 - 6  | 2 - 3   |

### Verdetti
- EN.A.O. vince la B' Katīgoria.